# Alan Scott (Schauspieler)
Alan Scott (* 20. Jahrhundert) war ein US-amerikanischer Schauspieler.

## Leben
Über Scotts Leben ist nichts bekannt. Er wurde 1958 in Frankreich von Regisseur Marcel Carné für den Film Die sich selbst betrügen entdeckt. Im darauffolgenden Jahr spielte er in Hollywood neben Cary Grant und Tony Curtis in Operation Petticoat, kehrte aber bald nach Frankreich zurück und trat bis zum Ende der 1970er Jahre in Film- und Fernsehproduktionen auf; neben französischen Filmen auch im italienischen Genrekino.
Sein Verbleib danach ist ebenfalls unbekannt.

## Filmografie (Auswahl)
- 1958: Die sich selbst betrügen (Les tricheurs)
- 1959: Unternehmen Petticoat (Operation Petticoat)
- 1960: An einem heißen Nachmittag (L’homme à femmes)
- 1961: Lola, das Mädchen aus dem Hafen (Lola)
- 1961: Mittwoch zwischen 5 und 7 (Cléo de 5 à 7)
- 1964: La carga de la policía montada
- 1964: Das Gesetz der Zwei (I due violenti)
- 1965: Der Gendarm vom Broadway (Le gendarm à New York)
- 1966: Paris im Monat August (Paris au mois d’août)
- 1971: Drei auf der Flucht (La poudre d’escampette)
- 1973: Die Schlange (Le serpent)
- 1974: Duell in Vaccares (Caravan to Vaccares)
- 1974: Les Fargeot (Fernsehserie, 12 Folgen)
- 1975: Erinnerungen aus Frankreich (Souvenirs d’en France)
- 1977: Dossiers: Danger immédiat (Fernsehserie, zwei Folgen)